# Novčić u ribi
Prema Bibliji Isus Krist je izveo čudo učinivši da se novčić pojavi u ribi. Priča o tom čudu može se naći u Evanđelju po Mateju u Novom zavjetu.
Prema toj priči Isus i njegovi učenici došli su u grad Kafarnaum. Tamo su im prišli ubirači hramskog poreza, "oni što ubiru dvodrahme".
Ubirači su upitali Isusovog učenika Šimuna Petra plaća li i Isus porez kako je bilo propisano svim muškarcima Židovima, koji su morali doprinositi za službu posvećenu Bogu u hramu u Jeruzalemu. Petar im je odgovorio da i Isus plaća.
Kad je Petar bio nasamo s Isusom, Isus ga je pitao: "Što ti se čini, Šimune? Kraljevi zemaljski od koga ubiru carinu ili porez? Od svojih sinova ili od tuđih?" (Evanđelje po Mateju, 17. poglavlje, redak 25) Petar mu je odgovorio da se porez ubire od "tuđih sinova", pa je Isus rekao: "Sinovi su, dakle, oslobođeni. Ali da ih ne sablaznimo, pođi k moru, baci udicu i prvu ribu koja naiđe uzmi, otvori joj usta i naći ćeš stater. Uzmi ga pa im ga podaj za me i za se."
Priča tu završava te nije jasno je li u Bibliji došlo do čuda ili ne.
Stater, spomenut u Bibliji, bio bi dostatan da se plati porez za Isusa i Petra.
Premda Biblija ne spominje vrstu ribe koju je Petar navodno uhvatio, prema tradiciji je to bila riba iz roda Tilapia.